# مقاطعة مهاباد
مقاطعة مهاباد وپیرانشهر (بالفارسية: شهرستان پیرانشهر و مهاباد) هي إحدى مقاطعات في محافظة أذربيجان الغربية في إيران. مركز مقاطعة فسا هو مدينة مهاباد. کل سکان مهاباد أكراد من أهل السنة والجماعة.[بحاجة لمصدر]